# Sepultura (grup de música)
Sepultura és un grup musical de thrash metal format a Belo Horizonte (Brasil), l'any 1984.
Va ser formada a la ciutat de Belo Horizonte per dos germans, Max i Igor Cavalera, que van aprendre a dominar els seus instruments autodidàcticament: en Max la guitarra i Igor la bateria, ajuntant-se amb alguns amics del barri on vivien, en la dura realitat econòmica i social de Belo Horizonte, en l'estat de Minas Gerais; Paulo Pinto en el baix i Jairo T en la segona guitarra.
Les influències principals de Sepultura (un grup que també va influir en la creació d'un thrash metal més dur) són: Motörhead, Black Sabbath, Metallica, Slayer, Sadus, Iron Maiden, Sacred Reich, Megadeth, entre d'altres. La formació ha venut més de 15 milions de discos en tot el món. El seu estil ha variat al llarg de la seva discografia, incloent vessants com el death metal, el thrash metal, la música industrial i elements de la música ètnica del Brasil.
El grup ha sigut influent sobre grups de metal de l'Estat espanyol.

## Història
El conjunt ja estava format el 1986, traduint el tema de Motörhead "Dancing on your grave" van donar amb el nom apropiat per al grup: "Grave" que traduït al portuguès significa Sepultura.
La primera demo de la formació data de 1985 (el mateix any del festival Rock In Rio) fins que a la fi una petita discogràfica els va fitxar, "Cogumelo Produçoes", amb qui graven el seu primer E.P "Bestial Devastation", compartint el disc amb una formació anomenada Overdose i el seu "Século XX".
Donat l'èxit de vendes (més de 5000 còpies) Cogumelo Produçoes s'alia amb "Roadrunner Records" per a llançar el primer L.P de la formació anomenada Morbid Visions, amb el qual van començar a guanyar-se els seus seguidors amb acords com "War", "Crucifixion", però sobretot amb "Troops Of Doom", que es convertiria en l'himne de la formació per molts anys. En aquesta etapa Max Cavalera requeria un millor guitarrista, ja que Jairo T solament era la segona viola (guitarra) i la formació necessitava a algú millor i d'aquesta manera en Jairo T el fan fora del grup i és substituït per un jove anomenat Andreas Kisser. Ara és quan Sepultura realment comença.
L'agost de 1987 graven Schizophrenia, un disc on es nota la influència d'aquest nou guitarrista al grup, donant-li més perfeccionisme i qualitat. La formació es fa coneguda en totes les escenes "under" de moltes parts de món, amb temes com Escape To The Void i el tema instrumental "Inquisition Symphony" que Apocalyptica versiona amb els seus violoncels.
Roadrunner Records s'assegura a Sepultura en les seves files, i per al 89 ja tenen llest el seu tercer llarga durada, el disc que els faria desenganxar definitivament, Beneath The Remains, contenint el segon himne de la formació "Inner Self". Amb això es van guanyar gires per Europa i vendes que mai van pensar que assolirien (difícil per a una formació llatina).
Ara havien de fer un altre lliurament, que superés tot l'anterior, arribava el 1991 Arise, si Beneath The Remains els va donar la fama Arise els fiançaria com a grup de culte. Seria Arise el qual els duria al "Rock In Rio 2". Aquest disc és la culminació de l'estil Death/Thrash de la formació, des d'aquí van començar a transformar gradualment a un so més industrial amb els seus dos següents àlbums Chaos A.D 1993 i finalment Roots 1996 (barrejat per Ross Robinson i amb la participació de nous talents com Johnatan Davis de KoRn, DJ Lethal en els "scratches", Mike Patton de Faith No More, donant-li així un estil més semblant a l'aggro metal o nü metal agressiu sense deixar de costat l'essència death metal·ler que Max Cavalera aplica amb aquesta veu crua gairebé única. Aquí van començar els problemes, la nova directora i esposa de Max arreglava els assajos perquè en Max pogués dedicar-se a altres projectes, el que a la resta del grup no li va agradar gens. Quan van voler plantejar-li en Max canviar de director va dir que si s'anava ella ell també, i així va ser, el mateix Igor li va comunicar el seu acomiadament al seu germà, amb qui als 15 anys havien format el grup.
En Max es va anar i va formar Soulfly, amb la qual ja va treure diversos discos. Sepultura va aconseguir un nou vocalista, l'estatunidenc Derrick Green (ex-Outface/Alpha Jerk/Overfiend). En els últims discos han evolucionat musicalment, fusionant el Thrash Metal, amb ritmes més Hardcore, percussions japoneses, i obres més conceptuals. Els àlbums que ha gravat Derrick són Against (1998), Nation (2001), Revolusongs (2002), disc sencer de versions, Roorback (2003), un dels discos més influenciats per l'hardcore, i Dante XXI (2006), obra conceptual basada en la novel·la "La Divina Comèdia" de Dante. Aquest disc ha collit molt bones crítiques, sent molt bé rebut pels seus seguidors, apropant-se a un so més thrash, incloent parts instrumentals de vent, violoncel, violins, arpes, etc.
El dia 13 de gener de 2006, Igor Cavalera va decidir prendre's un descans temporal, a causa de la seva separació amb la seva anterior dona, i al naixement del seu quart fill amb la seva nova esposa. Va ser temporalment substituït per Roy Mayorga (ex-Thorn/Medication/Soulfly, i actual Stone Sour) en la gira europea amb In Flames. Després de diverses notícies desmentides pel mateix Igor i pels altres membres de Sepultura, Igor definitivament va abandonar la formació al·legant incompatibilitats artístiques el dia 12 de juny de 2006. Sepultura va enrollar a Jean Dolabella (ex-Udora/Diesel) com a nou bateria de la formació.
La primera presentació de Jean va ser en un programa de televisió brasiler anomenat "El show de Jo" i el seu primer concert va ser en el festival "Vilar de Mouros" de Portugal.
A finals del 2006 el grup va tornar als Estats Units després de quatre anys de des de la seva última gira.
El 2007 va començar amb el Tour Dante XXI per l'Amèrica Central i del Sud. El primer show de l'any ho van fer a Buenos Aires, Argentina. Les següents dates van ser per a Salvador (Brasil) i Mèxic. No obstant això, els shows de Mèxic van ser cancel·lats per problemes en el visat de la formació.

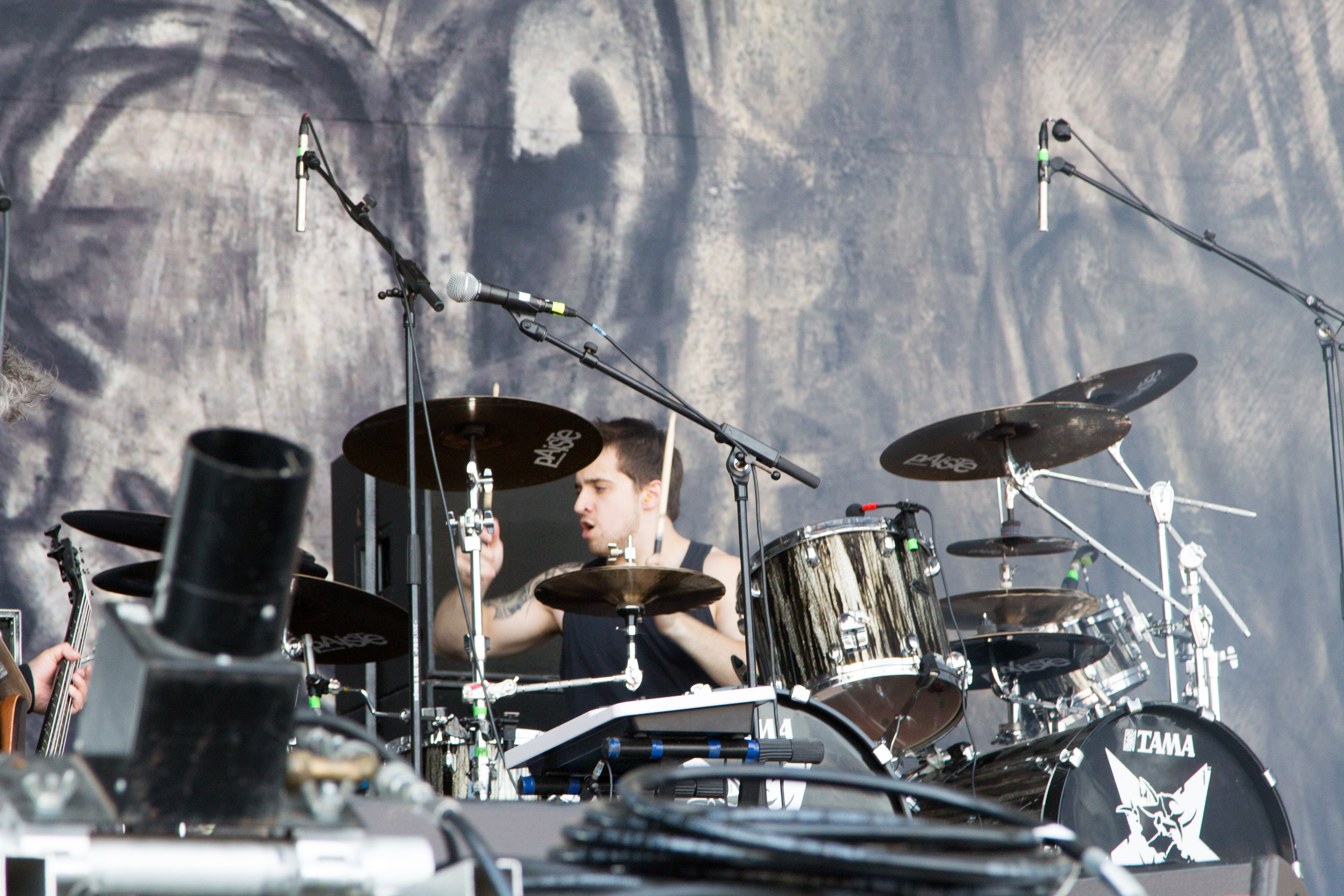
Eloy Casagrande (Nova Rock 2014)

Sepultura va continuar amb la resta de la seva Tour Dante XXI amb presentacions a Europa per al març del 2007, que va incloure a Suècia, Alemanya, Hongria, República Txeca, França, Bèlgica, Holanda, Luxemburg, Àustria, Suïssa, Espanya, Itàlia, Polònia, Portugal, Grècia, Xipre, Macedònia (avui, Macedònia del Nord) i el Regne Unit.
També en aquest any van participar en el tribut a Sick Of It All; Our Impact Will Be Felt: A Tribute To Sick Of It All amb la cançó Scratch The Surface, en el qual també van col·laborar conjunts com Napalm Death, Bleeding Through, Hatebreed, entre d'altres.
El seu disc "Dante XXI", va assolir un disc d'or a Xipre per vendre més de 300.000 còpies. and their native Brasil.
A principis de maig, el grup va tornar a Mèxic per a pagar el deute que tenia amb els seus fans. Sepultura va tornar a compartir l'escenari amb els conjunts Sadus i Obituary el dia 4 de maig a Torreón, Coahuila, Mèxic.
Per a l'estiu del 2007, el grup va tocar en una gira que els va dur entre juny i agost per diversos països d'Europa. En el mes de setembre van participar en la 27a Edició del Festival Zaidin Rock (Granada) com a caps de cartell al costat de Carapala (ja present en la primera edició), Los Planetas, Grupo de Expertos Solynieve i Mallorquín.
Segons la revista Metal Hammer: "El festival ViñaRock, en l'escenari New Rock tindrem als Soufly de Max Cavalera, potser també en el seu últim concert abans de la reunió de Sepultura". No obstant això, tant Andreas com Paulo i Iggor han desmentit que hi haurà alguna reunió amb els antics integrants de la formació.

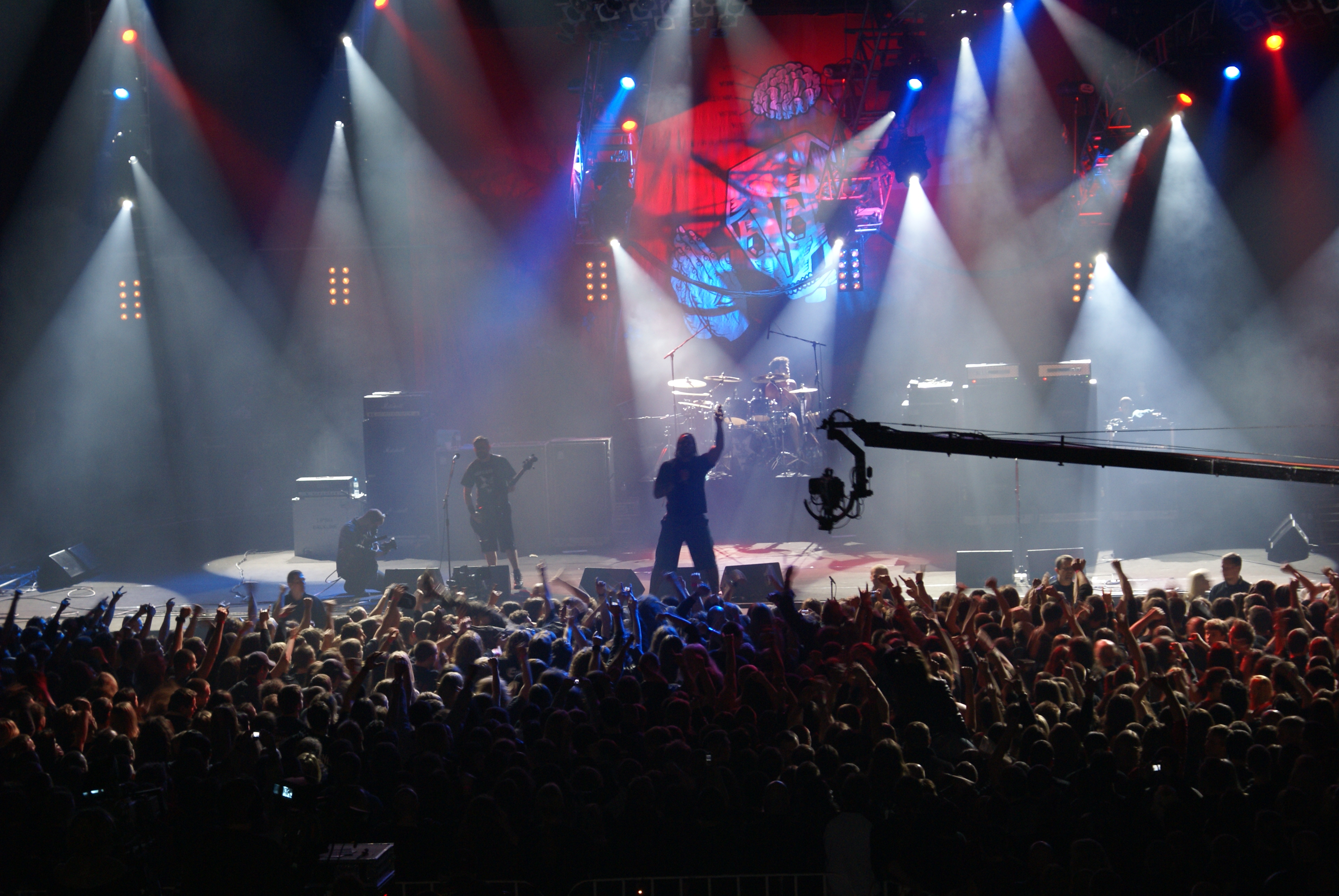
Sepultura en concert en l'edició del festival de Metalmania del 2007

El gener del 2008, la formació publicà el seu nou vídeo musical de la cançó "Ostia" de l'àlbum "Dante XXI".
El 19 de juliol de 2008 van donar un concert memorable en la Tribuna Antiimperialista, Ciutat de l'Habana, Cuba, al que van assistir més de 50 000 persones.
Al setembre de 2008, la formació va acabar de gravar el seu nou àlbum d'estudi, titulat A-LEX (Sense Llei, en llatí). El disc ha pres com a base per a la construcció de les seves cançons el llibre La taronja mecànica, d'Anthony Burgess, i igual que amb Dante XXI fan una espècie de banda sonora en homenatge al llibre. El disc presentarà una versió de la Sinfonía nº 9 de Beethoven, en la qual el grup toca acompanyat d'una orquestra simfònica. El llançament d'A-LEX ha estat programat per al 23 de gener de 2009.
La gira mundial del disc A-LEX va començar al desembre de 2008, amb un concert a Salvador (Brasil). Per als primers mesos del 2009, el grup va tocar a Bulgària, Romania, Sèrbia, Polònia, República Txeca, Eslovènia, Bòsnia, Croàcia, Àustria, Suïssa, Alemanya, Holanda, Federació Russa, Belarús, Ucraïna i Bèlgica.

## Àlbums
- Bestial Devastation (EP, 1985)
- Morbid Visions (1986)
- Schizophrenia (1987)
- Beneath the Remains (1989)
- Arise (1991)
- Chaos A.D. (1993)
- Roots (1996)
- Blood Rooted (Compilació, 1997)
- Against (1998)
- Nation (2001)
- Under A Pale Grey Sky (2002)
- Revolusongs (EP, 2002)
- Roorback (2003)
- Live In São Paulo (Directe, 2005)
- Dante XXI (2006)
- A-Lex (2009)
- Kairos (2011)
- The Mediator Between the Head and Hands Must Be the Heart (2013)
- Machine Messiah (2017)
- Quadra (2020)

## Vídeos

### VHS
- Under Siege (Live in Barcelona) (VHS, 1991)
- Third World Chaos (VHS, 1995)
- We Are What We Are (VHS, 1996)

### DVD
- Chaos DVD (2002)
- Live In São Paulo (2005)

## Llibres i notes
- Anonymous (Maig del 2003). Beneath the Remains. In: A Megaton Hit Parade: The All-Time Thrash Top 20. Terrorizer #109, page 35.
- Barcinski, André & Gomes, Silvio (1999). Sepultura: Toda a História. São Paulo: Ed. 34. ISBN 85-7326-156-0
- Colmatti, Andréa (1997). Sepultura: Igor Cavalera. Modern Drummer Brasil, 6, 18-26, 28-30.
- Hinchliffe, James (Desembre del 2006). Beneath the Remains. In: Death Metal|The DM Top 40. Terrorizer #151, pàgina 54.
- Lemos, Anamaria (1993). Caos Desencanado. Bizz, 98, 40-45.
- Schwarz, Paul (2005). Morbid Visions. In: The First Wave. Terrorizer, 128, 42.
- Sepultura (1996). Roots. [CD]. New York, NY: Roadrunner Records. The 25th Anniversary Series (2-CD Reissue, 2005).
- Sancho, Giomar Rovira «En la misma Sepultura: el thrash metal brasileño en España». Intercom-Revista Brasileira de Ciências da Comunicação, 15, 2, 1992. DOI: 10.1590/rbcc.v15i2.1291.